# Kleinmedian
Kleinmedian war ein deutsches Papierformat. Bis zur Einführung der DIN-Formate um 1922 war es in Gebrauch.
Ein Kleinmedian entsprach einem Bogen Papier mit den Abmessungen von 44 Zentimeter mal 56 Zentimeter.